# Клеммонс, Энтони
Энтони Клеммонс (англ. Anthony Charles Clemmons; род. 15 августа 1994, Лансинг, штат Мичиган, США) — американский и казахстанский профессиональный баскетболист, играющий на позиции разыгрывающего защитника.

## Карьера
Карьеру баскетболиста Клеммонс начал в университете Айовы, где 4 года играл за команду «Айова Хокайс» в NCAA. После завершения учебы, первым профессиональным клубом для Энтони стал австрийский клуб «Холлманн», за который он отыграл в сезоне 2016/2017, набирая в среднем за игру по 18 очков.
В июне 2017 года Клеммонс перешёл в «Астану». В составе команды стал чемпионом Казахстана и бронзовым призёром Кубка чемпионов ФИБА Азия, набрав 22 очка и 5 передач в матче за 3 место. В Единой лиге ВТБ Энтони проводил на паркете в среднем 25 минут, набирая 11,3 очка и 3,1 передачи за игру.
В июле 2018 года Клеммонс продлил контракт с «Астаной».
В декабре 2018 года Клеммонс был признан «Самым ценным игроком» Единой лиги ВТБ. Средние показатели Энтони по итогам месяца составили 22,0 очка, 7,0 подбора, 5,7 передачи и 22,7 балла за эффективность действий.
24 января 2019 года стал известен состав команд на «Матч всех звёзд Единой лиги ВТБ». По итогам голосования болельщиков и анкетирования СМИ, в котором приняли участие 20 изданий, Клеммонс попал в состав команды «Звёзды Мира». В этом матче он провёл на площадке 16 минут 6 секунд, за которые набрал 10 очков, 1 передачу, 1 подбор и 3 перехвата.
В сезоне 2019/2020 Клеммонс выступал за «Монако». В Еврокубке статистика Энтони составила 10,6 очка, 2,7 подбора и 2,4 передачи в среднем за матч.
В июне 2020 года Клеммонс перешёл в «Игокеа».
Сезон 2021/2022 Клеммонс начинал в «Динамо» (Сассари).
В ноябре 2021 года Клеммонс покинул итальянскую команду и перешёл в «Тюрк Телеком». В 14 матчах Еврокубка Клеммонс набирал в среднем 12,1 очка, 3,5 передачи и 3,4 подбора. В 20 матчах чемпионата Турции его статистика составила 12,9 очка, 3,1 передачи и 3,15 подбора.
В апреле 2022 года Клеммонс подписал контракт с «Сан-Пабло Бургос», но не сумел помочь команде сохранить прописку в высшем дивизионе. В 5 матчах чемпионата Испании средние показатели Энтони составили 10,0 очка, 3,0 передачи и 3,2 подбора.

## Сборная Казахстана
В декабре 2018 года Клеммонс получил казахстанское гражданство и право на выступление за сборную Казахстана. 13 декабря, в преддверии Дня независимости Республики Казахстан, президент Национальной федерации баскетбола Димаш Досанов вручил Энтони паспорт гражданина Казахстана. Клеммонс прокомментировал принятие казахстанского гражданства и возможность выступать за мужскую национальную сборную: 
Я по настоящему благодарен, что такая страна как Казахстан приняла меня и дала мне возможность стать частью её культуры. Когда я подписывал своё соглашения о продлении контракта с «Астаной» в начале этого сезона, я понимал, что выступление за национальную сборную это часть наших договорённостей и я не мог отказать. Но моё соглашение, повторюсь, в первую очередь — это согласие стать частью культуры Казахстана. Я благодарен Богу за предоставление такой возможности и за то, что всё сложилось благополучно. Так же хотел бы поблагодарить моих партнёров по команде, тренерский штаб, весь менеджмент за всестороннюю поддержку и помощь. Владеть паспортом Казахстана имеет большое значение для меня, а так же для моего дальнейшего прогресса. Для меня честь представлять Казахстан и конечно же я сделаю всё возможное, что в моих силах.
Отныне у меня есть гражданство Казахстана и я всецело могу выступать за национальную сборную. И я планирую оправдать все надежды, сыграть на самом высоком уровне и показать тот баскетбол который ожидают от меня. Я хорошо знаком с каждым игроком сборной и уверен мой процесс адаптации пройдёт без всяких проблем. Моя цель играть каждый матч как последний, играть всем сердцем. Я искренне понимаю всю ответственность, что буду представлять Казахстан и играть за страну, и хотелось бы сказать, что я здесь чтобы приносить только пользу.

Ещё раз хочу сказать: большое спасибо Казахстан, что принял меня. Я счастлив и благодарен!»
21 февраля 2019 года Клеммонс дебютировал за сборную Казахстана. В матче квалификации на Чемпионат мира-2019 против сборной Австралии (60:81) Энтони набрал 31 очко, 3 передачи, 1 подбор и 4 перехвата.

## Достижения
- Бронзовый призёр Кубка чемпионов ФИБА Азия: 2017
- Чемпион Казахстана (2): 2017/2018, 2018/2019